# Niccolo Bobone
Niccolo Bobone (né à Rome et mort en 1200/ 1201) est un cardinal italien  du XIIe siècle. Il est un neveu du pape Célestin III. La famille adopte plus tard le nom d'Orsini.

## Biographie
Le pape Célestin III le crée cardinal lors du consistoire d'avril ou mai 1191. Il participe à l'élection d'Innocent III en 1198.